# Campionati italiani di duathlon del 2023
I Campionati italiani di duathlon Classico del 2023 sono stati organizzati dalla Federazione Italiana Triathlon e si sono tenuti a Quinzano d'Oglio il 16 aprile 2023
Tra gli uomini ha vinto Gregory Barnaby (707), mentre la gara femminile è andata a Marta Bernardi (Tri Evolution).

## Risultati

### Elite uomini
| Pos. | Atleta             | Società sportiva     | Corsa   | Bici    | Corsa   | Totale  |
| ---- | ------------------ | -------------------- | ------- | ------- | ------- | ------- |
|      | Gregory Barnaby    | 707                  | 0.31.43 | 0.53.12 | 0.17.02 | 1.43.29 |
|      | Nicola Duchi       | Doloteam             | 0.31.27 | 0.52.26 | 0.19.23 | 1.44.48 |
|      | Emanuele Faraco    | Terra Dello Sport    | 0.32.46 | 0.55.29 | 0.16.46 | 1.46.34 |
| 4    | Matteo Montanari   | Venus Triathlon      | 0.33.52 | 0.54.26 | 0.17.12 | 1.47.06 |
| 5    | Lorenzo D'altri    | Raschiani Triathlon  | 0.31.26 | 0.58.45 | 0.16.19 | 1.48.03 |
| 6    | Davide Verzella    | K3 Cremona           | 0.32.53 | 0.56.54 | 0.16.55 | 1.48.15 |
| 7    | Marco Corti        | Zerotrenta Triathlon | 0.32.55 | 0.56.39 | 0.17.26 | 1.48.35 |
| 8    | Riccardo Ridolfi   | T.d. Rimini          | 0.33.17 | 0.56.15 | 0.17.51 | 1.48.56 |
| 9    | Guglielmo Giuliano | Valdigne Triathlon   | 0.33.05 | 0.58.25 | 0.16.59 | 1.49.51 |
| 10   | Marco Gallina      | Doloteam             | 0.34.49 | 0.54.35 | 0.18.40 | 1.50.06 |
| 11   | Luca Barbagallo    | Doloteam             | 0.31.46 | 0.58.54 | 0.17.44 | 1.50.14 |
| 12   | Andrea Bonoli      | Cesena Triathlon     | 0.33.16 | 0.57.33 | 0.17.41 | 1.50.15 |
| 13   | Huber Rossi        | Venus Triathlon      | 0.33.59 | 0.57.38 | 0.17.35 | 1.50.52 |
| 14   | Bruno Pasqualini   | Asd Team Fisiosport  | 0.35.06 | 0.54.52 | 0.19.05 | 1.51.00 |
| 15   | Riccardo Pavone    | Magma Team           | 0.31.43 | 1.00.55 | 0.17.13 | 1.51.17 |
| 16   | Nicolo' Busso      | K3 Cremona           | 0.33.21 | 0.58.07 | 0.18.27 | 1.51.23 |
| 17   | Luca Cattaneo      | Triathlon Cremona St | 0.33.52 | 0.57.14 | 0.18.33 | 1.51.29 |
| 18   | Mattia Zontini     | Raschiani Triathlon  | 0.34.01 | 0.57.42 | 0.18.13 | 1.51.40 |
| 19   | Niccolo' Sancisi   | Dinamo Triathlon     | 0.33.16 | 0.58.12 | 0.19.05 | 1.51.59 |
| 19   | Alessandro Comai   | Venus Triathlon      | 0.33.17 | 0.59.17 | 0.17.37 | 1.51.59 |
| 21   | Filippo Tirapani   | Sportingclubsassuolo | 0.34.01 | 0.57.46 | 0.19.02 | 1.52.22 |

### Elite donne
| Pos. | Atleta                 | Società sportiva      | Corsa   | Bici    | Corsa   | Totale  |
| ---- | ---------------------- | --------------------- | ------- | ------- | ------- | ------- |
|      | Marta Bernardi         | Tri Evolution         | 0.35.13 | 0.58.48 | 0.18.55 | 1.54.48 |
|      | Giorgia Priarone       | 707                   | 0.35.13 | 1.00.03 | 0.19.16 | 1.56.13 |
|      | Federica Frigerio      | Venus Triathlon       | 0.35.45 | 1.05.23 | 0.18.33 | 2.01.22 |
| 4    | Nicoletta Santonocito  | Magma Team            | 0.35.56 | 1.05.14 | 0.19.14 | 2.02.07 |
| 5    | Maria Casciotti        | Purosangue Asd        | 0.38.06 | 1.06.31 | 0.20.28 | 2.06.54 |
| 6    | Sarah Giomi            | Tri Alto Adige        | 0.37.30 | 1.07.22 | 0.19.48 | 2.07.13 |
| 7    | Eva Grisoni            | Lykos Triathlon Team  | 0.37.23 | 1.09.15 | 0.19.44 | 2.09.08 |
| 8    | Giulia Bedorin         | Tri Evolution         | 0.42.53 | 1.03.14 | 0.21.49 | 2.09.45 |
| 9    | Cristina Ventura       | Magma Team            | 0.38.26 | 1.09.41 | 0.20.34 | 2.10.22 |
| 10   | Sara Speroni           | Valdigne Triathlon    | 0.38.27 | 1.09.35 | 0.20.47 | 2.10.53 |
| 11   | Martina Rizzoli        | Doloteam              | 0.38.19 | 1.10.41 | 0.20.51 | 2.12.10 |
| 12   | Cristina Mercuri       | A.s.d. Foligno Triat  | 0.40.20 | 1.09.02 | 0.20.47 | 2.12.20 |
| 13   | Arianna Valenti        | Doloteam              | 0.39.28 | 1.11.01 | 0.20.46 | 2.13.29 |
| 14   | Alessia Roggiero       | CUS Pro Patria Milano | 0.40.59 | 1.08.17 | 0.22.40 | 2.14.00 |
| 15   | Elena Meldoli          | Cesena Triathlon      | 0.42.02 | 1.07.24 | 0.22.33 | 2.14.05 |
| 16   | Giulia Valentini       | T.d. Rimini           | 0.40.44 | 1.09.53 | 0.21.42 | 2.14.16 |
| 17   | Barbara Regaiolli      | Woman Triathlon       | 0.40.48 | 1.09.35 | 0.21.38 | 2.14.37 |
| 18   | Gloria Cisotto         | Triathlon Cremona St  | 0.40.06 | 1.10.22 | 0.22.22 | 2.14.40 |
| 19   | Elisa Monacchini       | Magma Team            | 0.42.19 | 1.08.17 | 0.22.24 | 2.14.58 |
| 20   | Aurora Solinda Aguiari | A.s. Virtus           | 0.42.03 | 1.09.26 | 0.21.57 | 2.15.14 |